# HRRS
HRRS ist eine juristische Online-Fachzeitschrift. Das Akronym HRRS steht hierbei für HöchstRichterliche Rechtsprechung zum Strafrecht.
Sie ist Teil des Internetangebots hrr-strafrecht.de, das seinen Nutzern einen unentgeltlichen Zugang zur höchstrichterlichen Rechtsprechung im Strafrecht bietet. In der ausschließlich online erscheinenden Zeitschrift wird eine Übersicht über alle im zurückliegenden Monat veröffentlichten Entscheidungen des Bundesgerichtshofs in Strafsachen gegeben. Zusätzlich werden seit 2003 ausgewählte Entscheidungen des Bundesverfassungsgerichts zu strafrechtlichen und strafverfahrensrechtlichen Sachverhalten sowie bedeutsame Entscheidungen des EGMR und des EuGH aufgenommen. Hinzu treten Aufsätze, Entscheidungsanmerkungen, Rezensionen und Materialien zum Strafrecht.
In die mit der HRRS verknüpften Datenbank wurden auch ältere, in der amtlichen Sammlung des Bundesgerichtshofs BGHSt veröffentlichte Entscheidungen aufgenommen. Diese reichen bis zum 38. Band zurück.
Die Zeitschrift verfügt über eine nach Seitenzahlen zitierfähige Referenzausgabe als PDF. In der HRRS veröffentlichte Entscheidungen haben eine jährlich neu beginnende fortlaufende Nummer, über welche die Entscheidung zitiert werden kann. So steht das Zitat „HRRS 2007 Nr. 197“ für einen Beschluss des Ermittlungsrichters des Bundesgerichtshofs zur verdeckten Online-Durchsuchung vom 31. Januar 2007 (= BGHSt 51, 211).
Anlass für die Gründung der HRRS (zunächst noch unter dem Namen HRR-Strafrecht) war es, sämtliche Entscheidungen des Bundesgerichtshofs im Strafrecht vollständig und für jedermann kostenlos zugänglich zu machen. Der informative Zugang zur Rechtsprechung sollte dadurch „demokratisiert“ werden. Bis zur Gründung der HRRS wurden Entscheidungen des Bundesgerichtshofs nur selektiv in juristischen Fachzeitschriften veröffentlicht oder konnten gegen Entgelt auf Papier beim Bundesgerichtshof oder über kostenpflichtige Datenbanken bezogen werden.